# Гринвич (полуостров)
Гри́нвич (англ. Greenwich Peninsula) — полуостров в Лондоне на реке Темза. Частично находится в западном, а частично в восточном полушариях.

## География
Полуостров Гринвич административно относится к одноимённому боро в Южном Лондоне. Приблизительный размер — 1500 на 900 метров, наивысшая точка — 17 метров над уровнем моря. Имел несколько прежних названий: Гринвич-Маршес, Багсбис-Маршес, Ист-Гринвич, Норт-Гринвич, Блэкуолл — последнее название употребляется и ныне.

## История
Полуостров появился в XVI веке в результате дренажной операции, осуществлённой голландскими инженерами с целью создать поле для пастбища. В XVII веке полуостров получил известность тем, что на его северной оконечности, Блэкуолл-Пойнт, вывешивали трупы пиратов в клетках для устрашения морских разбойников и тех, кто хотел ими стать.
C начала XIX века началось индустриальное развитие полуострова. В 1857 году рассматривался вопрос о строительстве огромного дока, занимающего почти весь полуостров, но эти планы не были осуществлены. В середине XIX века на полуострове работали предприятия по производству пушек, химикатов, выплавке стали. С начала 1860-х годов там работал металлургический комбинат Генри Бессемера, но он быстро закрылся в связи с финансовым кризисом 1866 года. Затем на полуострове функционировали маслобойни, доки (на них были построены, в том числе, клиперы Blackadder и Hallowe'en), производили портландцемент, линолеум и подводные кабели.
В XX веке на полуострове работала огромная газовая станция, производившая коксовый газ, кокс, смолу и химикаты. Достигнув площади в 0,97 км², на протяжении десятилетий она была самой большой в Европе: два основных газгольдера имели объёмы в 240 000 м³ и 345 000 м³, в середине 1960-х годов производство достигало 11 300 000 м³ в день. Однако вскоре в Северном море были разведаны запасы природного газа, и эта станция потеряла свою былую необходимость, была признана устаревшей и закрыта. К 1990-м годам, после закрытия и демонтажа газовых и электростанций, полуостров напоминал сильно загрязнённую пустыню. В 1997 году бо́льшую часть полуострова, 1,21 км², выкупила компания English Partnerships, которая вложила более 225 миллионов фунтов стерлингов в благоустройство территории. По состоянию на 2014 год полуостров приведён в порядок, на его западной части остались завод по производству глюкозы, два крупных порта и один газгольдер. Проложены новые автомобильные и пешеходные дороги, построены офисные и жилые здания.

## Достопримечательности
- Через западную часть полуострова проходит Гринвичский меридиан.
- Купол тысячелетия — чаще именуется просто Купол, построен специально к встрече 3-го тысячелетия, но ныне потерял самостоятельность и входит в состав развлекательного комплекса The O2[англ.] (см. также O2 Арена). Рядом находится станция метро Норт-Гринвич[англ.], открытая в 1999 году.
- Скульптура «Квантовое облако», открытая в 1999 году.
- «Срез реальности»[англ.] — работа скульптора Ричарда Уилсона[англ.].
- Деревня Гринвич-Миллениум[англ.].
- На полуострове находится въезд/выезд подводного тоннеля Блэкуолл[англ.], который связал полуостров с Центральным Лондоном в 1897 году.
- С восточной части полуострова можно пересечь Темзу по канатной дороге[10].
- Экологический парк Гринвич-Пенинсула[англ.].
- Электростанция Blackwall Point Power Station[англ.], работавшая с 1900 по 1981 года.

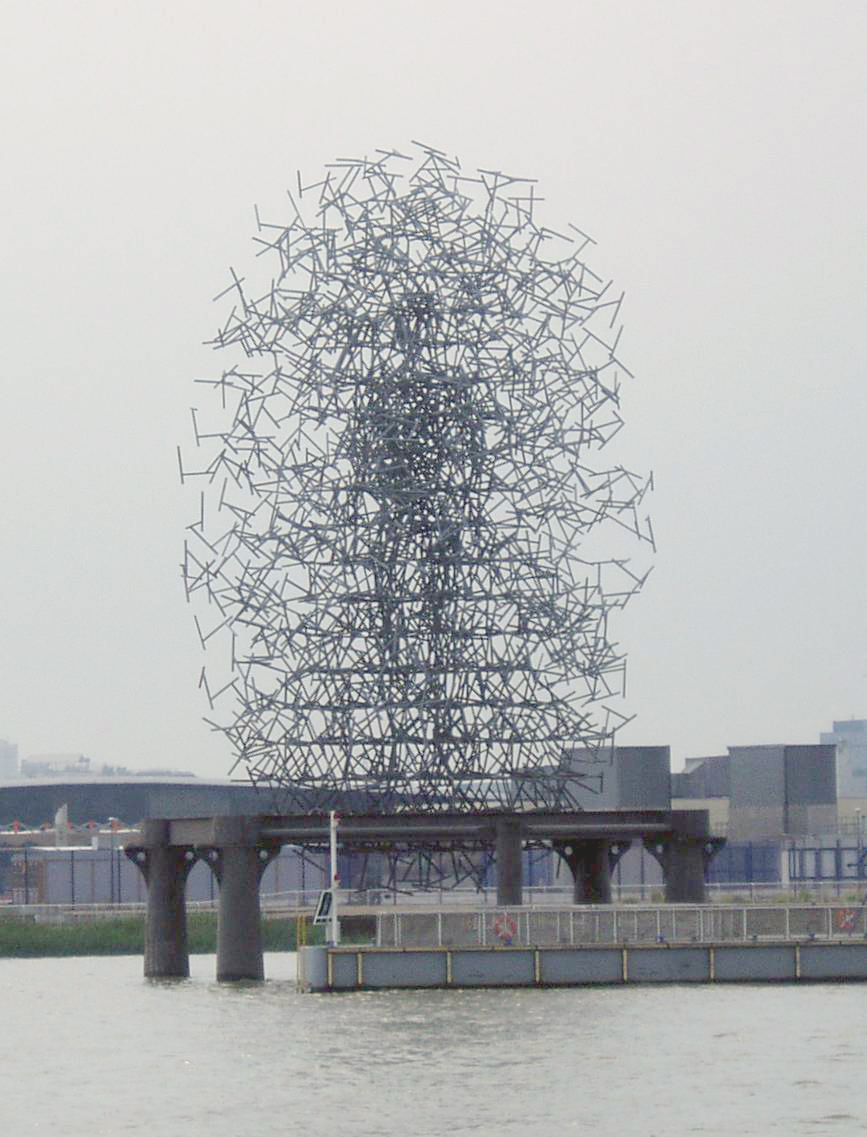
«Квантовое облако»
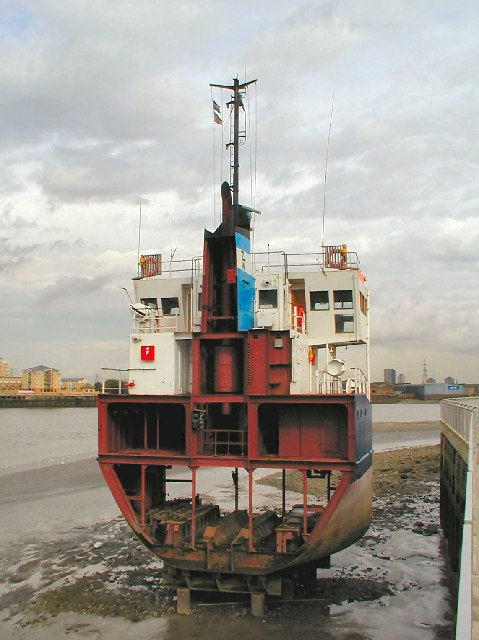
«Срез реальности»[англ.]
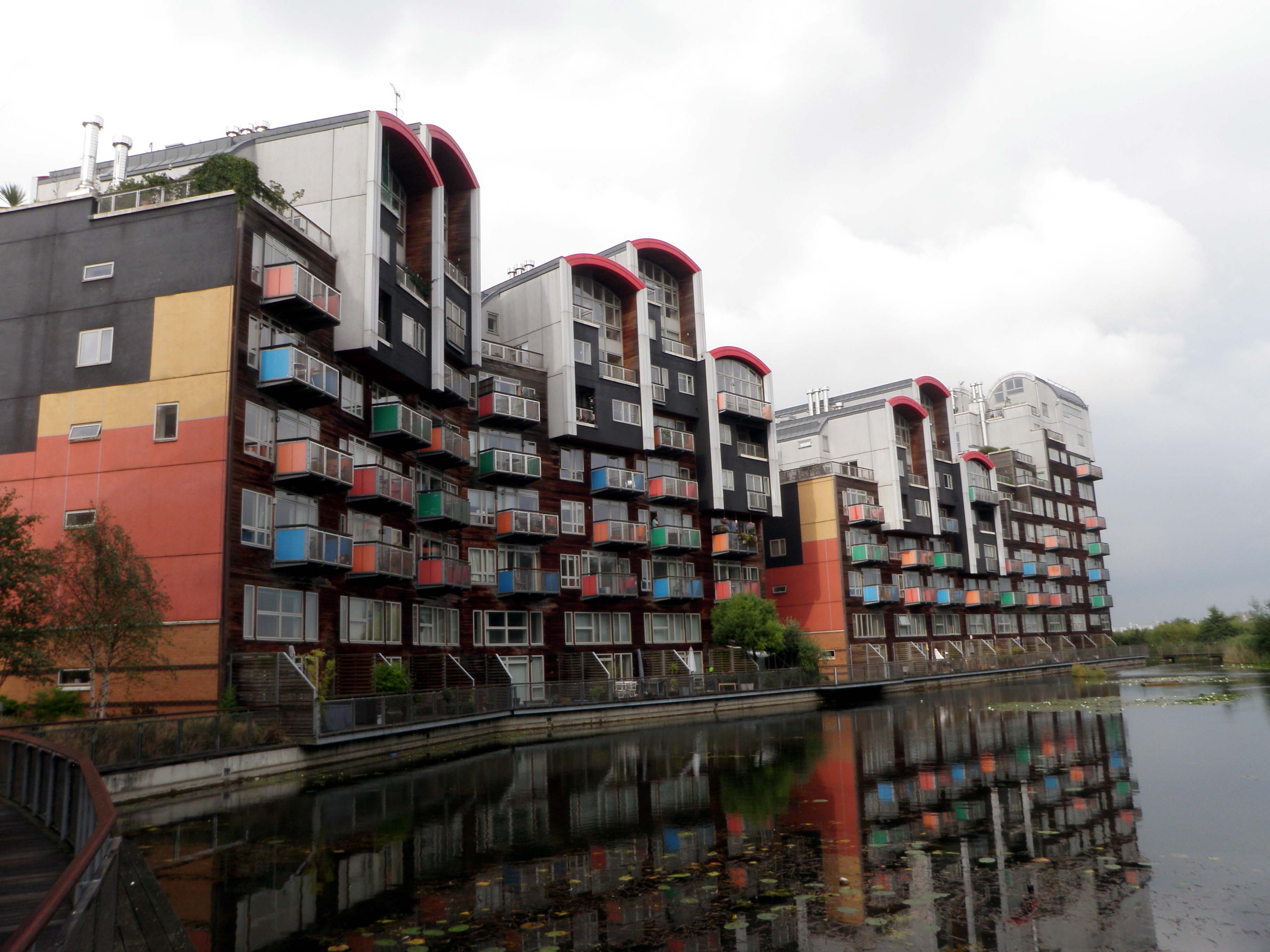
Деревня Гринвич-Миллениум[англ.]
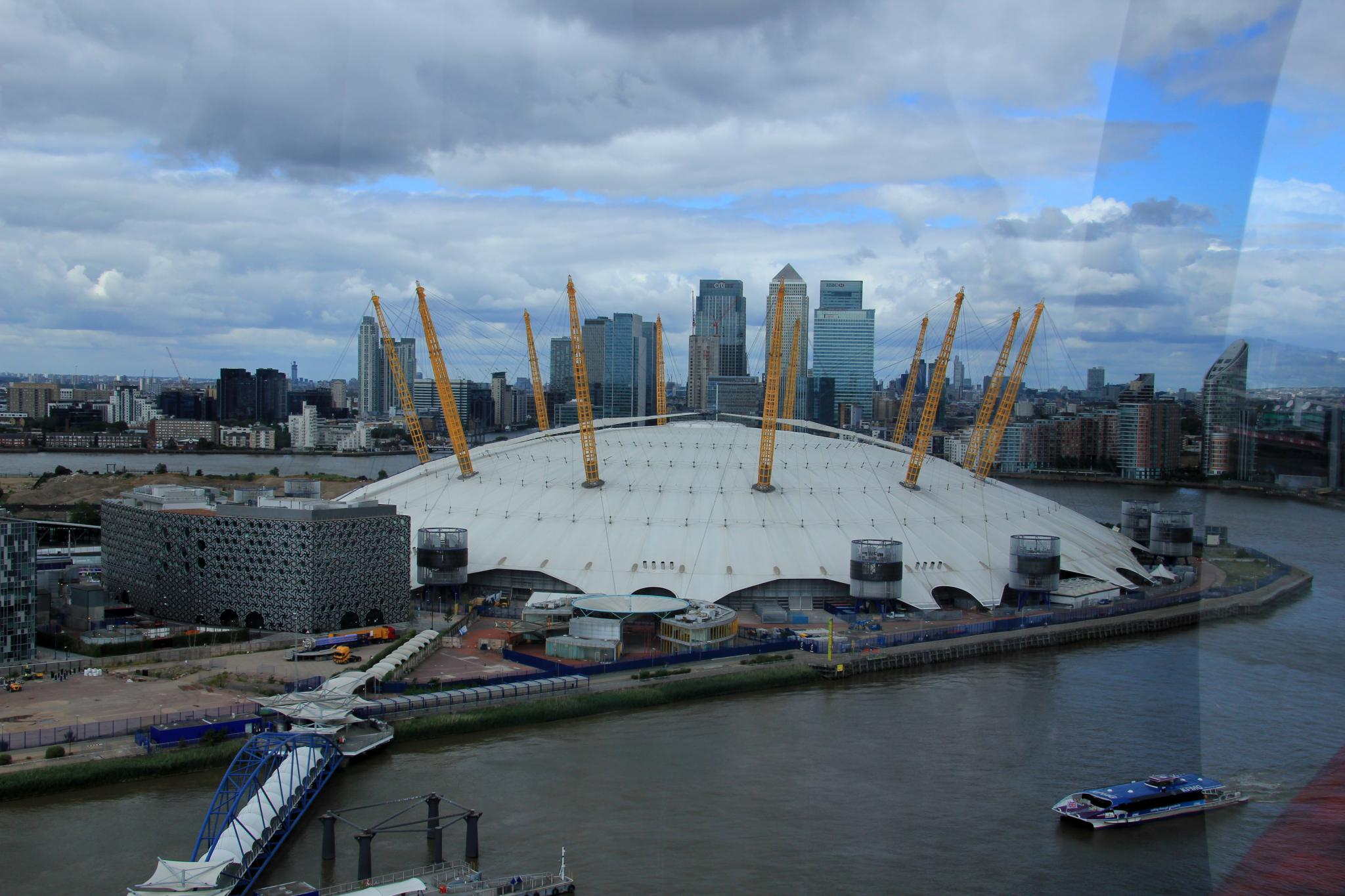
Вид на Купол тысячелетия из кабинки канатной дороги